# Головкин, Лев Григорьевич
Лев Григорьевич Головкин (род. 10 сентября 1927, Чернь, РСФСР) — советский ученый-медик, доктор медицинских наук, профессор, полковник медицинской службы в отставке.
Автор многих научных трудов по теме обеспечения жизнедеятельности космонавта в условиях полета в космос.

## Биография
Родился в деревне Чернь Тульской Области РСФСР 10 сентября 1927 года.
В годы Великой Отечественной войны работал военным медиком. Удостоен медали «За победу над Германией в Великой Отечественной войне 1941—1945 гг.». Окончил Военно-морскую медицинскую академию в 1949 году.

### Научная деятельность

Перед экспериментом по отработке высотного снаряжения. Справа — Л.Г. Головкин

Лев Григорьевич Головкин работал в Управлении космической медицины Государственного научно-исследовательского и испытательного институт авиационной и космической медицины. Он принимал непосредственное участие в формулировке физиолого-гигиенического обоснования разработки системы обеспечения жизнедеятельности.
Совместно с другими учеными были теоретически обоснованы и практически апробированы принципы и критерии формирования искусственной газовой среды герметических кабин и космических скафандров. При участии Головкина был обоснован новый способ отвода тепла от организма человека, находящегося на высоте в скафандре, за счет вакуумного испарения пота с поверхности тела.
Во время первого полета Юрия Гагарина в космос был ответственным за скафандры. Перед полетом Лев Григорьевич 12 апреля 1961 года в 7:45 проверил правильность деятельности системы жизнеобеспечения.
Состоялся следующий диалог между Юрием Гагариным и Головиным.:
Лев Головкин:
— Ну, все. Ну, счастливо.
Юрий Гагарин поблагодарил:
— Спасибо.
Лев Головкин:
— Счастливо, дорогой.
Юрий Гагарин:
— До свидания.
Лев Головкин:
— Счастливо. До встречи.
Юрий Гагарин:
— Сегодня. В Куйбышеве.
Лев Головкин:
— Прилетай.
Юрий Гагарин засмеялся и пообещал:
— Ладно.
Лев Головкин:
— Спасибо тебе.
Юрий Гагарин:
— Все. Привет там всем.
Лев Головкин:
— Тебе передаю привет большой.
Лев Григорьевич о 12 апреля 1961 года:

Служил я в ИАКМе ещё долго, так что пришлось провожать многие экипажи. Каждый запомнился по-своему. Конечно же шрамами на сердце осталась гибель Владимира Комарова в 1967-м, а потом в 1971-м — Добровольского, Пацаева и Волкова… Но Гагарин — это особый случай, тут и радость, и гордость, и ощущение личной причастности к великому историческому событию, и непреходящая горечь от его гибели. Вот только кто его знает, может, так было угодно судьбе? 
В 1965 году успешно завершился 8-суточный имитированный полёт на Луну и обратно с имитацией многочисленных возможных отказов техники. Ответственным руководителем был Л. Г. Головкин.
Входил в состав медицинских специалистов, отвечающей за медицинский контроль во время первого в мире выхода в открытый космос Алексея Архиповича Леонова.